# Picea schrenkiana tianschanica
Picea schrenkiana tianschanica (Rupr.) Bykov, 1950, è una sottospecie di P. schrenkiana appartenente alla famiglia delle Pinaceae, nativa del massiccio montuoso del Tian Shan, in Cina (Xinjiang) e del (bacino del Naryn) in Kirghizistan.

## Etimologia
Il nome generico Picea, utilizzato già dai latini, potrebbe, secondo un'interpretazione etimologica, derivare da Pix picis = pece, in riferimento all'abbondante produzione di resina. Il nome specifico schrenkiana fu assegnato in onore del naturalista tedesco Alexander Gustav von Schrenk. L'epiteto tianschanica fa riferimento al massiccio montuoso dello Tian Shan, in Cina.

## Descrizione
Questa sottospecie differisce da P. schrenkiana per gli aghi più corti (0,5-2,5 cm). Farjon (2010) afferma che durante un suo sopralluogo sul campo in Kirghizistan le dimensioni dei coni femminili sono risultate di taglia simile agli specimen conservati (9-10 cm di lunghezza), in contrasto con quanto riportato da Schmidt-Vogt (1977), ovvero lunghezza dei coni compresa tra i 10 e i 20 cm; questo autore botanico tratta il taxon come specie autonoma.

## Distribuzione e habitat
Vegeta a quote montane comprese tra i 1300 e i 3600 m, prevalentemente nei versanti settentrionali in freschi canaloni; il clima di riferimento è di tipo freddo continentale. Può crescere su suoli montani di natura diversa, ma generalmente in zone rocciose ricche di infiltrazioni di acque provenienti dallo scioglimento della neve (alle quote più elevate con nevi perenni). Normalmente forma foreste pure ma talvolta miste con Abies sibirica semenovii alle quote superiori e con specie dei generi Ulmus e Populus a quelle inferiori. Juniperus pseudosabina normalmente vegeta esternamente alle peccete, ma talvolta forma tappeti arbustivi all'interno delle stesse.

## Tassonomia
Descritta per la prima volta nel 1869 da Franz Josef Ruprecht e trattata come specie autonoma (e come tale considerata ancora recentemente da una parte minoritaria di studiosi), nel 1950 venne assegnata la classificazione definitiva al rango di sottospecie, grazie al lavoro di Bykov.

### Sinonimi
Si riportano due sinonimi:
- Picea prostrata Isakov
- Picea tianschanica Rupr.

## Usi
Fornisce un legno di buona qualità di grande volume e quantità, ma il suo commercio è stato fortemente limitato a causa della lontananza delle zone di crescita da porti e centri industriali. Pur essendo un albero dal portamento magnifico, viene assai raramente coltivato fuori dalla Russia e non così assiduamente anche in quest'ultima. Esistono cultivar più compatte diffuse in Europa centrale e orientale..

## Conservazione
Esistono evidenze aneddotiche dello sfruttamento di questa sottospecie ma le aree a foresta rimangono significative in gran parte dell'areale e pertanto viene classificata come specie a rischio minimo (least concern) nella Lista rossa IUCN.